# Râul Ramena
Râul Ramena este un râu de nord-vestul Madagascarului în regiunea Diana. Are izvoarele sale la Maromokotra și este principalul afluent al râului Sambirano.